# 内田あかり
内田 あかり（うちだ あかり、1947年10月9日 ‐ ）は、日本の女優、歌手。本名、大形 久仁子（おおがた くにこ）。大阪府出身。旧芸名、内田 明里（読み同じ）。 B85cm、W58cm、H80cm（1974年1月）。

## 来歴・人物
本名の大形久仁子で地元のジャズ喫茶の歌手として活躍。その後、16歳でスカウトされ、1966年にTBSの連続テレビ・ドラマ「土曜日の虎」に藤久仁子の名で出演、1967年東芝レコードより「限りある日を愛に生きて」（この時の名前は本名の大形久仁子）でレコードデビュー。1968年に和田弘とマヒナスターズとデュエットし発売した「私って駄目な女ね」が50万枚 のヒット。しかし、ソロとしてはヒットに恵まれなかった。
デビュー7年目の1973年、CBSソニーに移籍。酒井政利プロデュースのもと、芸名を「内田あかり」に改名。この芸名の名付け親は作曲家の佐伯一郎で、霊感と骨相学の両面から考えられたとのこと。歌手はルックスが第一なので顔に重点を置いた上で「彼女の丸い顔に感じが似ている文字なので『内田』、あかりという名前はその丸い顔にいつも光が差しているように」という意味で名づけたという。衣装制作に山本寛斎、ジャケット画に上村一夫を迎え、大プロモーションをかけた「浮世絵の街」が70万枚の大ヒット。寛斎デザインによる同曲のキモノ・スタイルの薄いブラウス衣装は、デザイン料込みで120万円。テレビ等ではノーパンで歌唱したという。その後「浮世絵の街」が映画化された際には主演も務めた。1974年発売の「献身」は同じタイトルの曲が1967年に大形久仁子名義でシングルリリースされているが、これは同一歌手による、全くの同名異曲という、珍しいケースである。
1989年には奇抜な衣装と妖艶さを全面的に表した「好色一代女」が話題を呼び久々のヒットを記録した。同年、この曲は『日本レコード大賞』作詩賞を受賞している。
それ以後、女優としての活躍が増え、映画・テレビドラマなどが中心であったが、1999年に歌手活動を本格的に再開するにあたり、芸名を「内田明里」に改名した。その後2011年、元の内田あかりに戻している。

## 主な出演

### 映画・オリジナルビデオ
- ロックよ、静かに流れよ（東宝、1988年）- 大峰和子役
- あげまん（東宝、1990年）
- 実録・竹中正久の生涯 荒らぶる獅子  (GPミュージアムソフト、2003年） - 田城綾子役

### テレビドラマ
- 大都会 闘いの日々 第10話「憎しみの夜に」（日本テレビ/石原プロ）
- 気まぐれ天使 第22話「ヒットラーが脱ぐ日」（日本テレビ系） - モデル役
- 西部警察 PART-II 第35話 「娘よ、父は― 浜刑事・絶命」（1983年2月13日、テレビ朝日/石原プロ） - スナックママ役 ※大形くにこ名義
- 毎度おさわがせします 第2シリーズ（TBS系） - 秋野涼子役
- 愛伝説（1987年、東海テレビ）
- 火曜サスペンス劇場　（日本テレビ系）
  - 「虹色の殺人」（1988年10月11日、松竹）
  - 「女検事・霞夕子7」（1989年） - 小暮桐子 役
  - 「追跡3」
- ラストダンス（東海テレビ系）
- 天までとどけ 第1シリーズ（TBS系） - 加藤照子 役
- さすらい刑事旅情編IV 第4話「美人女将の罠・バブルに舞った女と男」（テレビ朝日系）
- ホームワーク（TBS系）
- 徹底的に愛は…（TBS系）
- そのうち結婚する君へ（日本テレビ系）
- ママのベッドへいらっしゃい（テレビ朝日系）
- 半熟卵（フジテレビ系）
- 新婚なり!（TBS系）
- ラブ・アゲイン（TBS系）
- 真珠夫人（東海テレビ）

### ビデオ作品
- 難波金融伝ミナミの帝王 19「闇の裁き」（2002年）

### 舞台
- 「義理人情 いろはにほへど若旦那」

## ディスコグラフィ

### シングル
- 大形久仁子名義（東芝レコード）

| #  | 発売日         | 曲順 | タイトル               | 作詞         | 作曲       | 編曲       | 規格品番 |
| -- | -------------- | ---- | ---------------------- | ------------ | ---------- | ---------- | -------- |
| 1  | 1967年 1月15日 | A面  | 限りある日を愛に生きて | 水野薫       | 左哲矢     | 一ノ瀬義孝 | TP-1400  |
| 1  | 1967年 1月15日 | B面  | そっとおしえて         | 吉田央       | いずみたく | 藤家虹二   | TP-1400  |
| 2  | 1967年 5月5日  | A面  | あなたが言うなら       | 若木香       | 白野隆一   | 森岡賢一郎 | TP-1458  |
| 2  | 1967年 5月5日  | B面  | 白いおもかげ           | 清野節子     | 白野隆一   | 森岡賢一郎 | TP-1458  |
| 3  | 1967年 9月15日 | A面  | 献身                   | 川内康範     | 三佳令二   | 藤家虹二   | TP-1535  |
| 3  | 1967年 9月15日 | B面  | 恋いくたび             | 川内康範     | 三佳令二   | 一ノ瀬義孝 | TP-1535  |
| 4  | 1968年 2月1日  | A面  | ほんとの愛             | 丹古晴己     | 白野隆一   | 森岡賢一郎 | TP-1594  |
| 4  | 1968年 2月1日  | B面  | 恋する女               | 吉岡治       | 白野隆一   | 森岡賢一郎 | TP-1594  |
| 5  | 1968年 6月1日  | A面  | 恋の秘めごと           | 万里村ゆき子 | 鈴木淳     | 森岡賢一郎 | TP-1663  |
| 5  | 1968年 6月1日  | B面  | 二人だけの太陽         | 岩谷時子     | 鈴木淳     | 森岡賢一郎 | TP-1663  |
| 6  | 1968年 10月1日 | A面  | 抱きしめる愛           | 平田淳       | 東京之助   | 荒木圭男   | TP-2058  |
| 6  | 1968年 10月1日 | B面  | あなたの鍵             | 石井志都子   | 早川直隆   | 荒木圭男   | TP-2058  |
| 7  | 1969年 3月1日  | A面  | ふたつの花             | 丹古晴己     | 荒木圭男   | 荒木圭男   | TP-2127  |
| 7  | 1969年 3月1日  | B面  | 私の影を踏まないで     | 荒川利夫     | 荒木圭男   | 荒木圭男   | TP-2127  |
| 8  | 1969年 6月1日  | A面  | 好きになったら         | 平田淳       | 東京之助   | 荒木圭男   | TP-2165  |
| 8  | 1969年 6月1日  | B面  | あなたのギター         | 平田淳       | 東京之助   | 荒木圭男   | TP-2165  |
| 9  | 1970年 2月5日  | A面  | 女の部屋               | なかにし礼   | 鈴木邦彦   | 鈴木邦彦   | TP-2243  |
| 9  | 1970年 2月5日  | B面  | 誰か愛してくれないか   | なかにし礼   | 鈴木邦彦   | 鈴木邦彦   | TP-2243  |
| 10 | 1970年 6月5日  | A面  | 二年前の夏             | 阿久悠       | 井上かつお | 荒木圭男   | TP-2283  |
| 10 | 1970年 6月5日  | B面  | かわいい牝猫           | 阿久悠       | 井上かつお | 荒木圭男   | TP-2283  |
| 11 | 1970年 11月5日 | A面  | すなおのブルース       | 川内康範     | 曽根幸明   | 曽根幸明   | TP-2346  |
| 11 | 1970年 11月5日 | B面  | すなおな花園           | 川内康範     | 曽根幸明   | 荒木圭男   | TP-2346  |

- 内田あかり名義[注釈 1]

| #  | 発売日          | 曲順 | タイトル                 | 作詞       | 作曲       | 編曲       | レーベル        | 規格品番   |
| -- | --------------- | ---- | ------------------------ | ---------- | ---------- | ---------- | --------------- | ---------- |
| 1  | 1973年 8月1日   | A面  | 浮世絵の街               | 石坂まさを | 川口真     | 川口真     | CBS ソニー      | SOLB-50    |
| 1  | 1973年 8月1日   | B面  | 恋のさいはて             | 石坂まさを | 川口真     | 川口真     | CBS ソニー      | SOLB-50    |
| 2  | 1974年 2月21日  | A面  | あぶら地獄               | 石坂まさを | 川口真     | 川口真     | CBS ソニー      | SOLB-114   |
| 2  | 1974年 2月21日  | B面  | 絵筆のひと               | 石坂まさを | 川口真     | 川口真     | CBS ソニー      | SOLB-114   |
| 3  | 1974年 6月21日  | A面  | 夜噺                     | 石坂まさを | 川口真     | 川口真     | CBS ソニー      | SOLB-151   |
| 3  | 1974年 6月21日  | B面  | 雨のあなた               | 石坂まさを | 川口真     | 川口真     | CBS ソニー      | SOLB-151   |
| 4  | 1974年 10月21日 | A面  | 献身                     | 石坂まさを | 川口真     | 川口真     | CBS ソニー      | SOLB-187   |
| 4  | 1974年 10月21日 | B面  | 朝子の旅                 | 石坂まさを | 川口真     | 川口真     | CBS ソニー      | SOLB-187   |
| 5  | 1975年 4月21日  | A面  | 素顔                     | 石坂まさを | 川口真     | 川口真     | CBS ソニー      | SOLB-261   |
| 5  | 1975年 4月21日  | B面  | 女って                   | 石坂まさを | 川口真     | 川口真     | CBS ソニー      | SOLB-261   |
| 6  | 1975年 10月21日 | A面  | 夜行列車                 | 石坂まさを | 猪俣公章   | 森岡賢一郎 | CBS ソニー      | SOLB-323   |
| 6  | 1975年 10月21日 | B面  | 北の旅                   | 石坂まさを | 猪俣公章   | 森岡賢一郎 | CBS ソニー      | SOLB-323   |
| 7  | 1975年 6月1日   | A面  | ねどこ                   | 楳図かずお | 川口真     | 川口真     | CBS ソニー      | 06SH-6     |
| 7  | 1975年 6月1日   | B面  | 首ったけ                 | 石坂まさを | 川口真     | 川口真     | CBS ソニー      | 06SH-6     |
| 8  | 1983年 8月25日  | A面  | 釜山港へ帰れ             | 三佳令二   | 黄善友     | 竜崎孝路   | CBS ソニー      | 07SH-1375  |
| 8  | 1983年 8月25日  | B面  | 悲しい微笑               | 三佳令二   | 趙容弼     | 竜崎孝路   | CBS ソニー      | 07SH-1375  |
| 9  | 1984年 3月23日  | A面  | 大田ブルース             | 三佳令二   | 金富海     | 馬飼野俊一 | CBS ソニー      | 07SH-1471  |
| 9  | 1984年 3月23日  | B面  | 窓の外の女               | 三佳令二   | 趙容弼     | 竜崎孝路   | CBS ソニー      | 07SH-1471  |
| 10 | 1984年 9月21日  | A面  | よろしく乾杯             | 喜多條忠   | 佐瀬寿一   | 桜庭伸幸   | CBS ソニー      | 07SH-1551  |
| 10 | 1984年 9月21日  | B面  | 酒にのまれて             | ほんの葉積 | 永作幸男   | 薗広昭     | CBS ソニー      | 07SH-1551  |
| 11 | 1985年 1月21日  | A面  | 私のために死ねますか     | 川内康範   | 聖川湧     | 馬飼野俊一 | CBS ソニー      | 07SH-1599  |
| 11 | 1985年 1月21日  | B面  | 誰にも見えない           | 川内康範   | 吉永豊     | 薗広昭     | CBS ソニー      | 07SH-1599  |
| 12 | 1985年 9月21日  | A面  | 男たちよ                 | 売野雅勇   | 三木たかし | 川口真     | CBS ソニー      | 07SH-1690  |
| 12 | 1985年 9月21日  | B面  | 夢時計                   | 城賀イサム | 城賀イサム | 桜庭伸幸   | CBS ソニー      | 07SH-1690  |
| 13 | 1986年 4月21日  | A面  | 片翼だけの天使           | 阿久悠     | 近江孝彦   | 竜崎孝路   | CBS ソニー      | 07SH-1774  |
| 13 | 1986年 4月21日  | B面  | 不憫                     | 阿久悠     | 近江孝彦   | 竜崎孝路   | CBS ソニー      | 07SH-1774  |
| 14 | 1989年 3月1日   | A面  | 好色一代女               | 吉岡治     | 三木たかし | 石倉重信   | CBS ソニー      | 07SH-3169  |
| 14 | 1989年 3月1日   | B面  | 生まれかわれるものならば | ちあき哲也 | 三木たかし | 若草恵     | CBS ソニー      | 07SH-3169  |
| 15 | 1991年 4月25日  | 01   | 三色幻燈                 | 多夢星人   | 堀内孝雄   | 今泉敏郎   | Sony Records    | SRDL-3269  |
| 15 | 1991年 4月25日  | 02   | 夢ホテル                 | 戸川勝喜   | 小林亜星   | 今泉敏郎   | Sony Records    | SRDL-3269  |
| 16 | 1993年 10月21日 | 01   | かたむいて               | 伊集院静   | 見岳章     | 見岳章     | フォー ライフ   | FLDF-10241 |
| 16 | 1993年 10月21日 | 02   | バラを買う女             | 伊集院静   | 山梨鐐平   | 亀田誠治   | フォー ライフ   | FLDF-10241 |
| 17 | 1999年 10月21日 | 01   | つぶやき                 | 三浦朋子   | 杉本眞人   | 矢野立美   | 日本 コロムビア | CODA-1783  |
| 17 | 1999年 10月21日 | 02   | わすれ傘                 | 冬弓ちひろ | 杉本眞人   | 矢野立美   | 日本 コロムビア | CODA-1783  |
| 18 | 2005年 10月19日 | 01   | 熟女炎上                 | 伊集院静   | 川口真     | 川口真     | 日本 コロムビア | COCA-15800 |
| 18 | 2005年 10月19日 | 02   | つぶやき                 | 三浦朋子   | 杉本眞人   | 矢野立美   | 日本 コロムビア | COCA-15800 |
| 19 | 2009年 5月20日  | 01   | 永遠の恋人               | かず翼     | 徳久広司   | 伊戸のりお | 日本 コロムビア | COCA-16251 |
| 19 | 2009年 5月20日  | 02   | 熟女炎上                 | 伊集院静   | 川口真     | 川口真     | 日本 コロムビア | COCA-16251 |
| 20 | 2011年 7月20日  | 01   | 最愛の恋人               | かず翼     | 徳久広司   | 伊戸のりお | 日本 コロムビア | COCA-16503 |
| 20 | 2011年 7月20日  | 02   | ノラ                     | ちあき哲也 | 徳久広司   | 山田良夫   | 日本 コロムビア | COCA-16503 |
| 21 | 2012年 8月22日  | 01   | 今夜だけ                 | かず翼     | 徳久広司   | 伊戸のりお | 日本 コロムビア | COCA-16635 |
| 21 | 2012年 8月22日  | 02   | 人形の家                 | なかにし礼 | 川口真     | 川口真     | 日本 コロムビア | COCA-16635 |
| 22 | 2014年 3月19日  | 01   | イヴのいる港町           | かず翼     | 徳久広司   | 伊戸のりお | 日本 コロムビア | COCA-16846 |
| 22 | 2014年 3月19日  | 02   | 放されて                 | 吉田旺     | 徳久広司   | 薗広昭     | 日本 コロムビア | COCA-16846 |
| 23 | 2015年 4月22日  | 01   | アドロ〜熱愛〜           | かず翼     | 徳久広司   | 伊戸のりお | 日本 コロムビア | COCA-17006 |
| 23 | 2015年 4月22日  | 02   | 夜がわらっている         | 星野哲郎   | 船村徹     | 薗広昭     | 日本 コロムビア | COCA-17006 |
| 24 | 2016年 7月6日   | 01   | お行きなさい             | かず翼     | 徳久広司   | 伊戸のりお | 日本 クラウン   | CRCN-1975  |
| 24 | 2016年 7月6日   | 02   | 六月の花嫁               | かず翼     | 徳久広司   | 西村真吾   | 日本 クラウン   | CRCN-1975  |
| 25 | 2017年 11月6日  | 01   | ホテル・サンセット       | かず翼     | 弦哲也     | 伊戸のりお | 日本 クラウン   | CRCN-8100  |
| 25 | 2017年 11月6日  | 02   | 追憶のボレロ             | かず翼     | 弦哲也     | 伊戸のりお | 日本 クラウン   | CRCN-8100  |
| 26 | 2019年 1月9日   | 01   | 鳴らない電話             | かず翼     | 木村竜蔵   | 石倉重信   | 日本 クラウン   | CRCN-8219  |
| 26 | 2019年 1月9日   | 02   | 遥か                     | 柿崎ゆうじ | 西村真吾   | 西村真吾   | 日本 クラウン   | CRCN-8219  |

#### デュエット・シングル
| 発売日          | デュエット              | 曲順 | タイトル                            | 作詞       | 作曲     | 編曲       | レーベル        | 規格品番   |
| --------------- | ----------------------- | ---- | ----------------------------------- | ---------- | -------- | ---------- | --------------- | ---------- |
| 1968年 9月21日  | 和田弘と マヒナスターズ | A面  | 私って駄目な女ね                    | 上岡竜太郎 | 奥村英夫 | 川口真     | 東芝 レコード   | TP-2070    |
| 2012年 10月17日 | 徳久広司                | 01   | 洒落た関係                          | かず翼     | 徳久広司 | 石倉重信   | 日本 コロムビア | COCA-16659 |
| 2012年 10月17日 | 徳久広司                | 02   | 永遠の恋人 〜デュエットバージョン〜 | かず翼     | 徳久広司 | 伊戸のりお | 日本 コロムビア | COCA-16659 |

### アルバム
| 発売日         | タイトル                                | レーベル | 規格              | 規格品番   |
| -------------- | --------------------------------------- | -------- | ----------------- | ---------- |
| 1973年12月21日 | 浮世絵の街                              | LP       | CBSソニー         | SOLL-58    |
| 1974年8月21日  | 夜噺                                    | LP       | CBSソニー         | SOLL-79    |
| 1974年12月10日 | ヒット演歌のすべて                      | LP       | CBSソニー         | SOLL-115   |
| 1984年11月21日 | よろしく乾杯 内田あかり全曲集           | LP       | CBSソニー         | 28AH-1805  |
| 1985年12月1日  | 男たちよ 内田あかり全曲集               | CD       | CBSソニー         | 32DH-344   |
| 1989年12月1日  | 好色一代女〜内田あかりベストヒット      | CD       | CBSソニー         | CSCL-1067  |
| 1990年9月1日   | 演歌名曲選                              | CD       | CBSソニー         | CSCL-1490  |
| 1990年11月21日 | ヒット全曲集                            | CD       | CBSソニー         | CSCL-1606  |
| 1991年11月1日  | ヒット全曲集'92                         | CD       | Sony Records      | SRCL-2209  |
| 2002年10月9日  | DREAM PRICE 1000 内田あかり 浮世絵の街  | CD       | Sony Music House  | MHCL-149   |
| 2007年12月19日 | エッセンシャル・ベスト                  | CD       | Sony Music Direct | MHCL-1252  |
| 2012年8月22日  | 魅力のすべて                            | CD       | 日本コロムビア    | COCP-37535 |
| 2013年1月16日  | GOLDEN☆BEST 内田あかり Sony Music Years | CD       | Sony Music Direct | MHCL-2195  |
| 2014年5月21日  | プレミアム・ベスト2014                  | CD       | 日本コロムビア    | COCP-38533 |

#### 参加作品
| 発売日        | タイトル                                  | 収録曲 | レーベル       | 規格品番   |
| ------------- | ----------------------------------------- | ------ | -------------- | ---------- |
| 2014年6月25日 | 帰って来た蛍 オリジナル・サウンドトラック | 蒼き空 | 日本コロムビア | COCP-38677 |

### タイアップ曲
| 年     | 楽曲   | タイアップ                 |
| ------ | ------ | -------------------------- |
| 1974年 | 献身   | NTV系ドラマ『献身』主題歌  |
| 2014年 | 蒼き空 | 舞台『帰って来た蛍』主題歌 |
| 2018年 | 遥か   | 映画『第二警備隊』主題歌   |